# Agnes Bruckner
Agnes Bruckner, född 16 augusti 1985 i Hollywood, Kalifornien, är en amerikansk skådespelare.
Bruckner började sin skådespelarkarriär under slutet av 1990-talet med att medverka i en rad TV-serier. Därefter har hon tagit steget till att också medverka i ett antal filmer.

## Filmografi

### Film
- 2002 – Home Room
- 2002 – Iskallt mord
- 2003 – Blue Car
- 2007 – Blood & Chocolate
- 2008 – Vacancy 2: The First Cut
- 2012 – The Pact

### TV
- 2009 - Private Practice
- 2011 – The Craigslist Killer